# Milanovac (Žagubica)
Pour les articles homonymes, voir Milanovac.
Milanovac (en serbe cyrillique : Милановац ; en valaque : Magudiţa)  est un village de Serbie situé dans la municipalité de Žagubica, district de Braničevo. Au recensement de 2011, il comptait 359 habitants.

## Géographie
Milanovac est situé dans la partie méridionale de la vallée de Krepoljin-Krupaja, sur la rive gauche de la Krupajska reka et sur la route régionale Krepoljin-Despotovac.

## Démographie

### Évolution historique de la population
| 1948 | 1953 | 1961 | 1971 | 1981 | 1991 | 2002 | 2011 |
| ---- | ---- | ---- | ---- | ---- | ---- | ---- | ---- |
| 593  | 633  | 621  | 616  | 638  | 618  | 445  | 359  |

|  |